# Neige mouillée
La neige mouillée (également nommée pleige en Suisse et en Franche-Comté) est l'état de la neige qui traverse le niveau de l'isotherme 0 °C, moment où le flocon commence à fondre et s'enveloppe d'un film d'eau liquide, jusqu'à devenir une goutte de pluie. La neige mouillée est donc propre à la zone de transition entre la « neige sèche » et la pluie, appelée la couche de fusion et qui mesure environ 500 mètres d'épaisseur. Les précipitations notées au sol seront un mélange de flocons et de gouttes de pluie dont les proportions varieront avec l'épaisseur de la couche chaude et le taux de précipitations.

## Couche de fusion
La couche de fusion est une couche d'environ 500 mètres d'épaisseur à partir de l'isotherme 0 °C dans laquelle les flocons de neige fondent. Cette couche est généralement située entre 3 000 et 3 500 mètres d'altitude dans les conditions normales de température en été dans les latitudes moyennes, mais elle est plus élevée dans les tropiques. Par contre, elle descend vers la surface à l'automne et remonte graduellement au printemps. En traversant cette isotherme, la neige se liquéfie en s'entourant d'une pellicule d'eau liquide qui grossit au cours de la chute ; c'est de la neige mouillée. Quelque 500 mètres après, le flocon sec a fondu et l'on a une goutte de pluie. Ainsi la concentration de neige mouillée dans la couche égale celle de la neige sèche à T = 273 K et identiquement pour la pluie en bas de la couche de fusion.
Lorsque la couche de fusion est à 500 mètres ou moins du sol, les précipitations sont un mélange de neige fondue et de pluie dont le rapport dépend de la hauteur au-dessus du sol de son sommet.

## Bande brillante

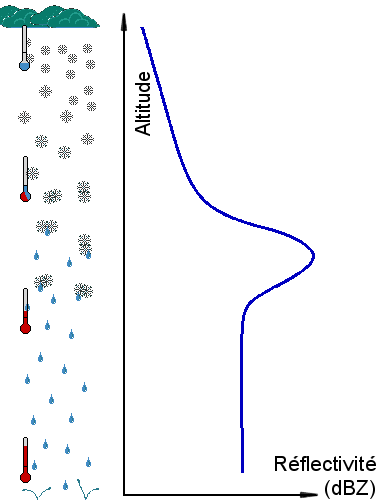
Variation de la réflectivité avec le passage des flocons de neige à la pluie sous le niveau du point de congélation

La couche de fusion est à l'origine de la bande brillante, c'est-à-dire une zone de réflectivité très élevée quelle que soit la longueur d'onde, car le radar météorologique ne voit plus un simple flocon mais une grosse goutte d'eau, la neige ayant un diamètre moyen supérieur à celui d'une goutte de pluie. Pour calculer les sections efficaces de Mie de la neige mouillée, on introduit le facteur de Clausius-Mossoti {\displaystyle K_{nm}} suivant :
{\displaystyle K_{nm}={\frac {n_{nm}^{2}-1}{n_{nm}^{2}+2}}=p_{s}{\frac {n_{s}^{2}-1}{n_{s}^{2}+2}}+p_{l}{\frac {n_{l}^{2}-1}{n_{l}^{2}+2}}}
Où {\displaystyle n_{nm}^{2}}, {\displaystyle n_{s}^{2}} et {\displaystyle n_{l}^{2}} sont les indices de la neige mouillée, de la glace et de l'eau respectivement, et {\displaystyle p_{s}} et {\displaystyle p_{l}} les fractions du volume total occupé par l'eau liquide et solide  {\displaystyle (p_{s}+p_{l}=1).}